# Strachił Popow
Strachił Wenkow Popow (bułg. Страхил Венков Попов; ur. 31 sierpnia 1990 w Błagojewgradzie) – bułgarski piłkarz grający na pozycji prawego obrońcy. Od 2020 jest zawodnikiem klubu Hatayspor.

## Kariera klubowa
Swoją karierę piłkarską Popow rozpoczął w klubie Pirin Błagojewgrad. W 2008 roku przeszedł do Liteksu Łowecz i w sezonie 2008/2009 zadebiutował w jego barwach w pierwszej lidze bułgarskiej. W debiutanckim sezonie zdobył z Liteksem Puchar Bułgarii.
Latem 2009 roku Popow został wypożyczony do Łokomotiwu Mezdra. Swój debiut w nim zaliczył 8 sierpnia 2009 w przegranym 0:5 domowym meczu z Liteksem. W Łokomotiwie grał przez pół roku.
Na początku 2010 roku Popow trafił na wypożyczenie z Liteksu do PFK Montana. W zespole tym zadebiutował 20 marca 2010 w zremisowanym 0:0 domowym meczu z Liteksem. W Montanie rozegrał 2 ligowe mecze.
Latem 2010 Popow wrócił do Liteksu i w sezonie 2010/2011 wywalczył z nim mistrzostwo Bułgarii. W sezonie 2011/2012 stał się podstawowym zawodnikiem Liteksu. Grał w nim do końca 2015 roku, gdy Liteks został karnie zdegradowany do drugiej ligi.
W styczniu 2016 roku Popow podpisał kontrakt z tureckim klubem Kasımpaşa SK. W Süper Lig swój debiut zanotował 25 stycznia 2016 w zremisowanym 1:1 wyjazdowym meczu z İstanbul Başakşehir.
| Sezon   | Klub             | Kraj     | Rozgrywki | Mecze | Gole |
| ------- | ---------------- | -------- | --------- | ----- | ---- |
| 2008/09 | Liteks Łowecz    | Bułgaria | A PFG     | 3     | 0    |
| 2009/10 | Łokomotiw Mezdra | Bułgaria | A PFG     | 14    | 0    |
| 2009/10 | PFK Montana      | Bułgaria | A PFG     | 2     | 0    |
| 2010/11 | Liteks Łowecz    | Bułgaria | A PFG     | 3     | 0    |
| 2011/12 | Liteks Łowecz    | Bułgaria | A PFG     | 18    | 0    |
| 2012/13 | Liteks Łowecz    | Bułgaria | A PFG     | 27    | 0    |
| 2013/14 | Liteks Łowecz    | Bułgaria | A PFG     | 37    | 2    |
| 2014/15 | Liteks Łowecz    | Bułgaria | A PFG     | 31    | 3    |
| 2015/16 | Liteks Łowecz    | Bułgaria | A PFG     | 19    | 1    |
| 2015/16 | Kasımpaşa SK     | Turcja   | Süper Lig | 13    | 0    |
| 2016/17 | Kasımpaşa SK     | Turcja   | Süper Lig | 33    | 0    |
| 2017/18 | Kasımpaşa SK     | Turcja   | Süper Lig | 32    | 1    |
| 2018/19 | Kasımpaşa SK     | Turcja   | Süper Lig | 33    | 0    |
| 2019/20 | Kasımpaşa SK     | Turcja   | Süper Lig | 14    | 0    |

## Kariera reprezentacyjna
Popow grał w młodzieżowych reprezentacjach Bułgarii. W dorosłej reprezentacji Bułgarii zadebiutował 23 maja 2014 roku w zremisowanym 1:1 towarzyskim meczu z Kanadą, rozegranym w Ritzing, gdy w 74. minucie zmienił Jordana Christowa.